# Historias peligrosas
Historias peligrosas (título original en inglés: Pulp) es una película británica de 1972, del género thriller, dirigida por Mike Hodges y protagonizada por Michael Caine en el papel de Mickey King, un escritor de historias policíacas.

## Sinopsis
Mickey King (Michael Caine) es un escritor de novelas policíacas que vive en Roma separado de su familia. Preston Gilbert (Mickey Rooney), actor especializado en papeles de gánster, le propone servir de testaferro para escribir su biografía a cambio de una gran suma de dinero. King acepta de mala gana. Pero cuanto más avanza en su trabajo, los cadáveres se multiplican alrededor de él, el mismo Preston Gilbert llega a ser asesinado. King decide entonces llevar la investigación a la manera de los héroes de sus novelas.

## Reparto
- Michael Caine - Mickey King
- Mickey Rooney - Preston Gilbert
- Lionel Stander - Ben Dinuccio
- Lizabeth Scott - Princesa Betty Cippola
- Nadia Cassini - Liz Adams
- Dennis Price - Inglés misterioso
- Al Lettieri - Miller
- Leopoldo Trieste - Marcovic
- Amerigo Tot - Partisan
- Robert Sacchi - Jim Norman